# イグナーツ・フェリクス・フォン・テーリング＝イェッテンバッハ
イグナーツ・フェリクス・フォン・テーリング＝イェッテンバッハ伯爵（ドイツ語: Ignaz Felix Graf von Törring-Jettenbach、1682年11月28日 イェッテンバッハ - 1763年8月18日 ミュンヘン）は、神聖ローマ帝国の軍人。バイエルン選帝侯領の元帥を務めた。

## 生涯
1698年にイェズイテンギムナジウム（現ヴィルヘルムギムナジウム）を卒業した後、ザルツブルク大学で法律を学んだ。続いてバイエルン選帝侯マクシミリアン2世エマヌエルの下で大臣と将軍として働き、その死後はバイエルン外相、並びに選帝侯カール・アルブレヒト（後の神聖ローマ皇帝カール7世）の最高顧問と良き友人になった。1741年に勃発したオーストリア継承戦争ではバイエルン軍の最高指揮官を務め、ハプスブルク家のマリア・テレジアに対し戦った。帝国の軍人の中でヴィッテルスバッハ家（バイエルン選帝侯）に味方した数少ない1人である。
また、親フランス王国の外相として、バイエルンとフランスの合邦を目指したが失敗、1753年に解任された。
1747年から1758年まで、ヨハン・バプティスト・グネツラハイナーにテーリング＝イェッテンバッハ宮殿を建てさせた。

## 記念
現代ではグラーフ・イグナーツ・プレミウム・ピルスナー（Graf Ignaz Premium Pilsner）というビールに名前と肖像画を使用されている。